# Lawrence Duhé
Pour les articles homonymes, voir Duhé.
Lawrence Duhé (30 avril 1887 - 1960) est un des premiers clarinettistes de jazz et chefs d'orchestre américains.
Il était membre du New Orleans Creole Orchestra de Sugar Johnnie.

## Biographie
Lawrence Duhé naît à LaPlace en Louisiane aux États-Unis le 30 avril 1887, et meurt en 1960 à Lafayette en Louisiane.

## Carrière
Il joue avec Kid Ory et le suit à la Nouvelle-Orléans, où il joue ensuite avec King Oliver, Frankie Dusen, et dirige son propre groupe à Storyville.
En 1917, il s'installe à Chicago où son groupe est populaire dans les clubs et les salles de danse et se produit lors des World Series de baseball en 1919. 
Dans les années 1920, il retourne à la Nouvelle-Orléans et joue avec Armand J. Piron.
Après avoir tourné avec le spectacle de ménestrels The Rabbit's Foot Company, il travaille à Lafayette et à La Nouvelle-Ibérie avec Evan Thomas et Bunk Johnson.
Il se retire de la musique dans les années 1940 et meurt à Lafayette.